# Pacolet River
Der Pacolet River ist ein Nebenfluss zum Broad River und verläuft über eine Länge von etwa 80 Kilometern im Nordwesten des Bundesstaates South Carolina in den Vereinigten Staaten von Amerika. Einer der wichtigsten Quellflüsse des Flusses hat sein Einzugsgebiet im Westen des Nachbarstaates North Carolina. Über den Broad und den Congaree River fließt der Pacolet River als Teil des Santee-River-Flusssystems in den Atlantik. Der Name wurde in der Vergangenheit auch „Pacolate River“ buchstabiert.

## Verlauf
Der Pacolet wird durch den Zusammenfluss seiner kurzen südlichen und nördlichen Zuflüsse gebildet:
- Der North Pacolet River[4]  entspringt in den Blue Ridge Mountains im Südosten des Henderson Countys in North Carolina und fließt in östlicher Richtung nach Polk County. Dort wird der Fluss gestaut und bildet den Lake Summit, anschließend passiert er die Ortschaft Tryon und wendet sich nach Südosten in den Norden des Spartanburg Countys[2].
- Der South Pacolet River[5] entspringt im Nordosten des Greenville Countys und fließt ostwärts in den Norden von Spartanburg County, dort passiert er die Ortschaft Campobello und wird zum William C. Bowen Lake gestaut.[2]

Diese beiden Flüsse fließen 16 Kilometer nordnordöstlich des Ortes Spartanburg zusammen, der entstehende Pacolet River fließt gen Südosten, entlang der Grenzen der Countys Spartanburg, Cherokee und Union, durch den Lake Blalock und an der Kleinstadt Central Pacolet vorbei. Er mündet sechs Kilometer nördlich der Ortschaft Lockhart an der gemeinsamen Grenze der Countys Cherokee und Union in den Broad River.
Im Spartanburg County nimmt der Pacolet River den Lawsons Fork Creek auf, der historisch auch als der „Lawsons Fork of the Pacolet River“ bezeichnet wird. Der Bach fließt auf seiner gesamten Länge im Spartanburg County und passiert die Stadt Spartanburg.